# Вимірюючи світ (фільм)
«Вимірюючи світ» (нім. Die Vermessung der Welt) — німецький історико-біографічний фільм 2012 року, присвячений життю двох вчених — математика Карла Фрідріха Гаусса та енциклопедиста-мандрівника Александера фон Гумбольдта. Фільм знято за однойменним романом Даніеля Кельмана 2005 року.

## Сюжет
Фільм розповідає про життя геніального математика Карла Фрідріха Гаусса та натураліста Александера фон Гумбольдта, кожен з яких по-своєму допомагає людству з розвитку пізнання. У той час як Гумбольдт подорожує світом і досліджує ландшафт, флору та фауну, Гаусс приходить до видатних математичних рішень.

## У головних ролях
- Флоріан Давид Фіц — Карл Фрідріх Гаусс
  - Леннарт Хансель — Карл Фрідріх Гаусс (у дитинстві)
- Альбрехт Шух — Александер фон Гумбольдт
  - Аарон Денкель — Олександр фон Гумбольдт (у дитинстві)
- Жеремі Капон — Еме Бонплан
- Катаріна Тальбах — Доротея Гаус
- Міхаель Мертенс — Карл Вільгельм Фердинанд Брауншвейзький
- Давід Крос — брат Гауса
- Карл Марковіц — вчитель Бюттнер
- Петер Матіч — Іммануїл Кант

## Виробництво
Зйомки проходили в Німеччині (у Герліці та Гоппенраді району Прігніц), Австрії та Еквадорі. Прем'єра фільму в німецьких кінотеатрах відбулася 25 жовтня 2012 року та за перший тиждень зібрала 189 740 глядачів. До кінця року фільм посів 10-те місце серед найпопулярніших німецькомовних фільмів та 54-те місце серед усіх випущених німецьких фільмів 2012 року.
Фільм зустрів в основному позитивну критику.

## Нагороди
- 2013 — Австрійська премія за найкращі костюми Томасу Олаху, Міхаеле Опл та Моніці Фішер-Форауер за найкращий макіяж.
- 2013 — Нагорода Romy Саню Меллес та Флоріану Давиду Фітцу в номінації «Найкращий актор».
- 2013 — номінація Альбрехта Шуха як «Найкращого молодого актора» у New Faces Award.
- 2013 — номінація на Deutscher Filmpreis Томаса Олаха (найкращі костюми), Удо Крамера (найкращі декорації) та Приз глядацьких симпатій (найкращий фільм).